# Saint-Gilles-de-la-Neuville
Saint-Gilles-de-la-Neuville är en kommun i departementet Seine-Maritime i regionen Normandie i norra Frankrike. Kommunen ligger i kantonen Saint-Romain-de-Colbosc som tillhör arrondissementet Le Havre. År 2022 hade Saint-Gilles-de-la-Neuville 659 invånare.

## Befolkningsutveckling
Antalet invånare i kommunen Saint-Gilles-de-la-Neuville
| Referens: INSEE |